# Santa Cruz Xoxocotlán
Santa Cruz Xoxocotlán är en ort i Mexiko.   Den ligger i kommunen Santa Cruz Xoxocotlán och delstaten Oaxaca, i den sydöstra delen av landet, 400 km sydost om huvudstaden Mexico City. Santa Cruz Xoxocotlán ligger 1 541 meter över havet och antalet invånare är cirka 62 000
Terrängen runt Santa Cruz Xoxocotlán är kuperad norrut, men söderut är den platt. Runt Santa Cruz Xoxocotlán är det ganska tätbefolkat, med 90 invånare per kvadratkilometer. Närmaste större samhälle är Oaxaca de Juárez, 4,2 km norr om Santa Cruz Xoxocotlán. I omgivningarna runt Santa Cruz Xoxocotlán växer huvudsakligen savannskog.